# Rhombognathides seahami
Rhombognathides seahami är en kvalsterart som först beskrevs av Walter Hendricks Hodge 1860.  Rhombognathides seahami ingår i släktet Rhombognathides och familjen Halacaridae. Arten är reproducerande i Sverige. Inga underarter finns listade i Catalogue of Life.